# Zamek w Dąbrównie
Zamek w Dąbrównie – zamek położony w miejscowości Dąbrówno w województwie warmińsko-mazurskim, na przesmyku jezior Dąbrowa Wielka i Dąbrowa Mała przy ulicy Zamkowej. Obecnie zachowany w postaci ruiny.

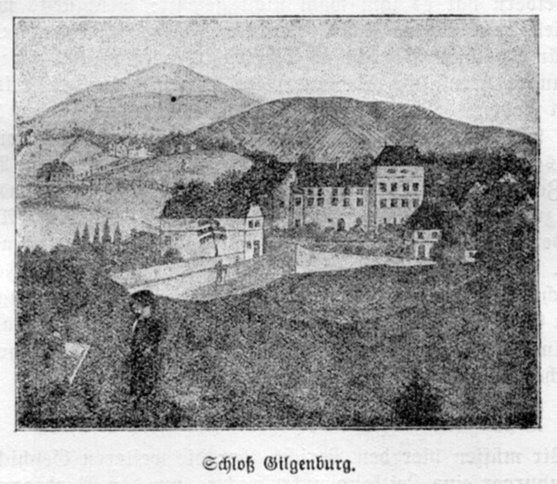
Dawny wygląd zamku

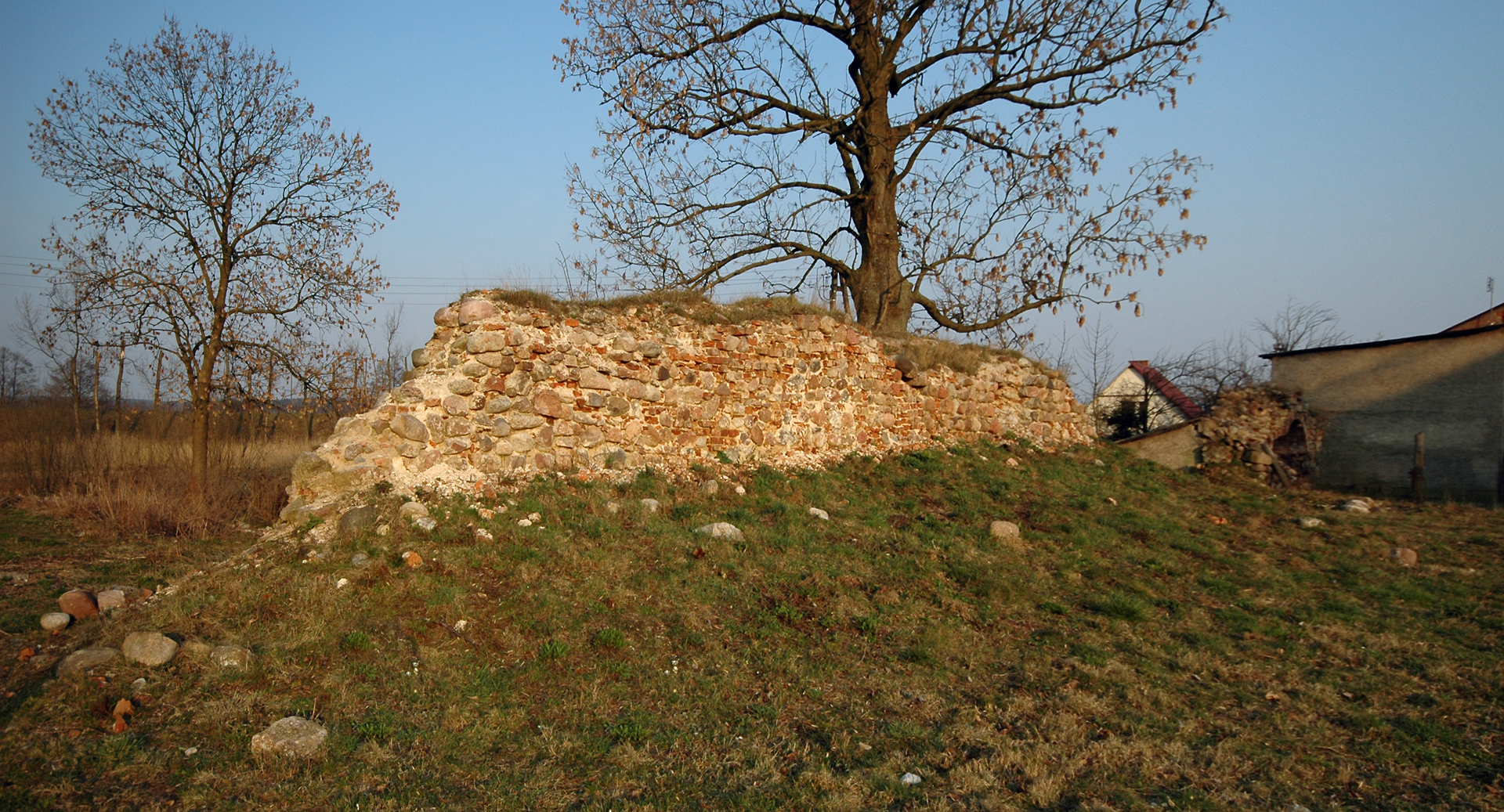
Pozostałości zamku

Zamek został zbudowany na planie regularnym przez zakon krzyżacki na początku XIV wieku, jako pierwsze powstało skrzydło północne. Po lokacji miasta został włączony w system umocnień miejskich, był siedzibą wójta zakonnego. Zdobyty i spalony w 1410 przez wojska polskie i litewskie w czasie wielkiej wojny z zakonem krzyżackim, został odbudowany dopiero na początku XVI wieku. W XVI i XVII wieku w rękach rodu Oleśnickich z Wielkopolski. W latach 1683–1696 rodzina Finckensteinów rozbudowała go poprzez dodanie dwóch skrzydeł, dzięki czemu stał się barokową rezydencją otoczoną parkiem (pierwotne skrzydło północne, dodane wschodnie i południowe). Na początku XX wieku stał się własnością rodziny Strauss, spalony w 1945 przez wojsko sowieckie. Zachowały się mury zewnętrzne i piwnice.